# Supercoppa di Polonia 2011 (pallacanestro)
La Supercoppa di Polonia 2011 è la 6ª Supercoppa di Polonia di pallacanestro maschile.
La partita è stata disputata il 3 ottobre 2011 presso l'Hala Andrzeja Grubby di Starogard Gdański tra il Gdynia, campione di Polonia 2010-11 e il Starogard Gdański
vincitore della Coppa di Polonia 2011.

## Finale
| Starogard Gdański 3 ottobre 2011, ore 19:30 UTC+2 | Starogard Gdański | 79 – 78 (19-18, 34-28, 52-48) referto | Gdynia | Hala Andrzeja Grubby |
| \| \| \| \| \| Hicks 22 \| Punti \| 22 Gee \| \| Koljević 5 \| Assist \| 4 Blassingame \| \| Koljević, Simmons 5 \| Rimbalzi \| 6 Gee, Hrycaniuk, Zamojski \| \| 4 Hicks• 5 Koljević• 6 Wall• 11 Simmons• 13 Arabas 7 Śnieg• 8 Dąbrowski• 9 Gilmore• 10 Metelski• 12 Ratajczak• 15 Paul• 21 Weeden \| Formazioni \| 10 Blassingame• 11 Motiejūnas• 17 Zamojski• 33 Gee• 34 Hrycaniuk 9 Seweryn• 12 Dmitriev• 15 Frasunkiewicz• 16 Łapeta• 20 Szczotka• 23 Brown• 24 Kuebler \| \| Zoran Sretenović \| Allenatori \| Andrzej Adamek \| |                   | |        |                      |
| |                   | |        |                      |
| Hicks 22 | Punti             | 22 Gee |        |                      |
| Koljević 5 | Assist            | 4 Blassingame |        |                      |
| Koljević, Simmons 5 | Rimbalzi          | 6 Gee, Hrycaniuk, Zamojski |        |                      |
| 4 Hicks• 5 Koljević• 6 Wall• 11 Simmons• 13 Arabas 7 Śnieg• 8 Dąbrowski• 9 Gilmore• 10 Metelski• 12 Ratajczak• 15 Paul• 21 Weeden | Formazioni        | 10 Blassingame• 11 Motiejūnas• 17 Zamojski• 33 Gee• 34 Hrycaniuk 9 Seweryn• 12 Dmitriev• 15 Frasunkiewicz• 16 Łapeta• 20 Szczotka• 23 Brown• 24 Kuebler |        |                      |
| Zoran Sretenović | Allenatori        | Andrzej Adamek |        |                      |